# اوتو کانو
اوتو کانو (انگلیسی: Oto Kanno؛ زادهٔ ۳۰ اکتبر ۲۰۰۰) بازیکن فوتبال اهل ژاپن است.